# Krecsányi Sarolta
Krecsányi Sarolta (Várpalota, 1849. január 26. – Budapest, 1908. április 5.) színésznő, énekesnő (alt). Krecsányi Ignác és Krecsányi Katalin testvére.

## Életútja
Krecsányi János és Bisztricsányi Zsófia leánya. A pesti német színházban, Campilli balettmesternél primaballerinának készült, majd elszerződött Molnár Györgyhöz, akinél elsőrendű táncosnő volt. Egy alkalommal a próbán Jakobi Jakab karmester meghallotta énekelni, feltűnt neki gyönyörű althangja, felszólította az akkor 15 éves leányt, hogy játssza el az Eljegyzés lámpafénynél című operett Lizi szerepét. A kisleány hajlott a szóra, betanulta a szerepét és első felléptével komoly sikert ért el. Ez időtől kezdve szorgalmasan tanult énekelni és csakhamar mint önálló énekesnő elszerződött Aradra, Szilágyi Bélához. Később Vízvári Gyula neje lett, Pécsett, 1862-ben. Innen Debrecenbe szerződtek, Reszler István társulatához, ahol Krecsányi a közönség kedvence lett. Ez időben feledhetetlen sikert aratott a Gerolsteini nagyhercegnőben, a Szép Heléna, Boissy-i boszorkány, Fekete dominó, Huszárcsíny, Könnyelmű leány, Kékszakállú herceg női főszerepeiben. Mint nagyváradi primadonna is egy csapásra meghódította a közönséget, onnan Pestre szerződtek, Miklósy Gyula Istvántéri színházához, ahol a Háromcsőrű kacsa című operettet hosszú időn át műsoron tartották. Az ifjú pár itt meghasonlott egymással és széjjel váltak. Krecsányi ekkor Nagyváradra szerződött, azután 1876-ban Kolozsvárott működött, ahol dicsőségének fénykorát élte. (Boccaccio, Angot asszony leánya, Kornevillei harangok.) Becsvágyát azonban nem tudta itthon kielégíteni, elment Amerikába, ahol hat esztendőt töltött. Ezután fivérénél, Krecsányi Ignácnál működött, Debrecenben. Művészetének utolsó állomása a Népszínház volt, ahol 1899. október havától sikerrel töltötte be a komikai szerepkört. 1905. január 1-jén nyugalomba ment. 

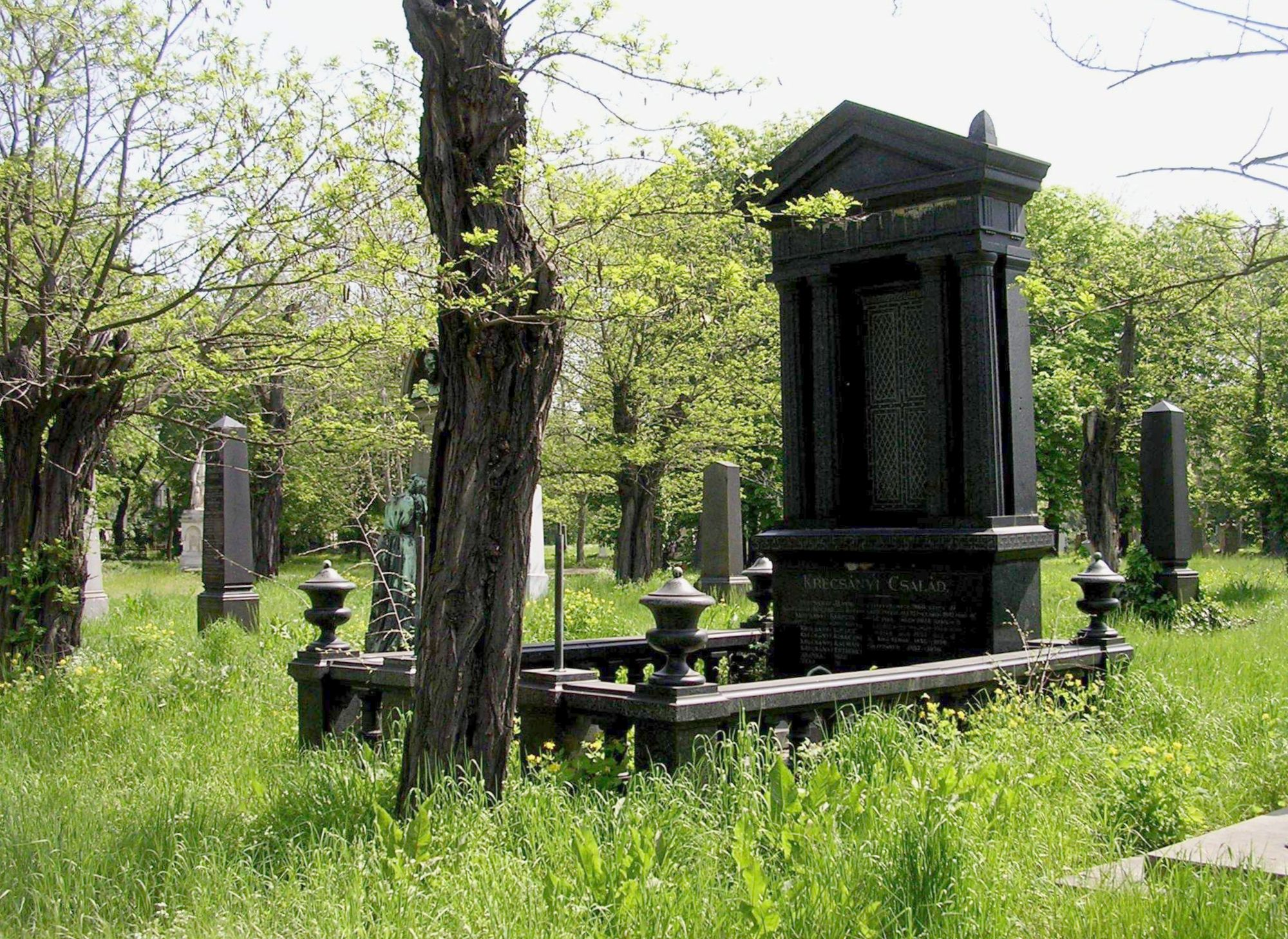
A Krecsányi család sírja a Fiumei úti sírkertben (9/2-1-39/40).

A Németvölgyi temetőben szülei mellé temették a Krecsányi család sírboltjába. Szirmai Imre mondott búcsúztatót koporsója felett. Az 1960-as évek elején az akkor Kerepesi úti temetőbe a 9/2. és a 34/2. számú parcellába átkerült néhány sír a Németvölgyi temetőből, így a Krecsányi család sírboltja is.

## Fontosabb szerepei
- Boccaccio (Suppé)
- Marjolaine (Lecocq: Kisasszony feleségem)
- Margó (Lecocq: Kis herceg)
- Szép Heléna (Offenbach)
- Királynő (Huszka Jenő: Bob herceg)

## Működési adatai
1864: Arad; 1865: Pécs; 1866–69: Debrecen–Nagyvárad; 1869: Szuper Károly; 1870: Buda, Szabadka; 1871: Szatmár, és Klein Sámuel; 1872: Szeged; 1873: Kecskemét; 1874: Debrecen–Nagyvárad; 1875: Arad; 1876–78: Kolozsvár; 1878: Arad; 1879–82: Kassa, Debrecen; 1882: Újvidék; 1885: Kassa; 1886–90: Győr–Sopron; 1888: Székesfehérvár.